# Гай-над-Марибором
Гай-над-Марибором (словен. Gaj nad Mariborom) — поселення в общині Марибор, Подравський регіон‎, Словенія.